# Sulphide Pass
Sulphide Pass är ett bergspass i Antarktis. Det ligger i Östantarktis. Nya Zeeland gör anspråk på området. Sulphide Pass ligger 1 649 meter över havet.
Terrängen runt Sulphide Pass är bergig åt sydväst, men åt nordost är den kuperad. Trakten är obefolkad. Det finns inga samhällen i närheten. 